# Kotva
Kotva is een warenhuis in Praag (Tsjechië). Het is ontworpen door de Tsjechische architecten Věra Machoninová en Vladimír Machonin en werd gebouwd tussen 1970 en 1975. Het pand is geconstrueerd door een Zweeds bedrijf, wat zeer ongebruikelijk was in die tijd. Het ontwerp bestaat uit vele aan elkaar gelegen zeshoeken. Het Kotva-gebouw is gebouwd in socialistisch-realistische architectuur met veel staal, beton en donkergekleurde glaspanelen. De constructie wordt gedragen door achthoekige pilaren. In 2019 werd het gebouw aangemerkt als nationaal cultureel monument.
Kotva telde bij de opening vijf bovengrondse verdiepingen met 10 liften en ook vijf ondergrondse verdiepingen met een supermarkt en parkeerkelders. Bij de opening in 1975 had Kotva een verkoopvloeroppervlakte van 22.160 m² en 2000 medewerkers. Sinds de opening is Kotva het grootste warenhuis van Tsjechië. Vanaf de opening bood het warenhuis een uitgebreid assortiment, zonder duidelijke focus. In de jaren '90 kwam de nadruk te liggen op mode en accessoires.
Tot en met 1987 behoorde het warenhuis tot de PRIOR department stores group, waarna het in 1988 zelfstandig werd. In 1989 werd het een staatsbedrijf. Op 1 januari 1994 werd een naamloze vennootschap opgericht, waarin alle materiële en immateriële goederen van het staatsbedrijf werden ondergebracht.
In 2007 stelde de architectuurhistoricus Rostislav Švácha voor om het gebouw aan te wijzen als cultureel monument als bijzonder representatief object van de Tsjechische architectuur van begin jaren '70 en het visuele en structuur concept dat diverse wereldwijde naoorlogse architectuurtrends samenbrengt.
Bij de privatiseringen van de jaren '90 werd het warenhuis overgenomen door Trend Investment, dat coupons van 200.000 inwoners beheerde. In 1996 verkochten managers van Trend Investment, die dicht bij de toenmalige regering stonden, en hiertoe een gevolmachtigd waren het belang (van 56 procent) in Kotva aan het offshorebedrijf Forminster Enterprise (met onbekende eigenaren) voor omgerekend zo'n 40 miljoen dollar. Onder andere deze transactie zorgde ervoor dat het fonds uiteindelijk bankroet was. In 2005 kocht het Ierse Markland het warenhuis voor 50 miljoen Britse Pond, dat er vervolgens honderden miljoenen Tsjechische Kronen in investeerde.
Minderheidsaandeelhouders claimden de schade die ontstaan ten gevolge van de verkoop door Trend Investment. BGO, een Amerikaans investeringsfonds had een belang van 40 procent in Trend Investment en 12 procent in Kotva en spande rechtszaken aan om haar belangen in Trend en Kotva terug te krijgen. Flow East, een Britse vastgoedonderneming die 2 procent in Kotva had begon rechtszaken tegen Markland.  als rechtsopvolger van Trend.
Als gevolg van de economische crisis kwam het bedrijf in de problemen en werden de bezittingen door de banken geconfisqueerd. De controle werd vervolgens overgenomen door het Ierse staatsbedrijf NAMA in een poging de banken te redden. In 2016 werd het warenhuis voor 80 miljoen euro gekocht door PSN van Markland.
In 2019 werd bekendgemaakt dat het warenhuis voor een jaar zou sluiten vanaf begin 2020 voor een renovatie om te heropenen als een prestigieus warenhuis met luxe merken. De verbouwing kost miljarden tsjechische kronen.
In 2020 werd Kotva dat dan 7 bovengrondse verdiepingen telt en een vloeroppervlakte van 28.000 m² verkocht aan Generali Real Estate. De transactieprijs wordt geschat op ca. 4 miljard tsjechische kronen.
De in 2019 aangekondigde sluiting werd uiteindelijk pas effectief op 1 februari 2024. Het warenhuis sloot zijn deuren voor de renovatie om daarna te heropenen in 2027.